# Ceratophysella isabellae
Ceratophysella isabellae är en urinsektsart som beskrevs av Fjellberg 1985. Ceratophysella isabellae ingår i släktet Ceratophysella och familjen Hypogastruridae. Inga underarter finns listade i Catalogue of Life.